# Mercante in fiera
Il mercante in fiera è un gioco di carte oggi praticato con due mazzi di carte speciali dalle tipiche figure.

## Storia
Anche se il meccanismo della lotteria ricorda in principio il mercante in fiera, per un gioco di carte analogo all'attuale e chiamato appunto "mercante in fiera" occorre attendere il Settecento, in Italia. Il mercante in fiera viene citato infatti per la prima volta da Gasparo Gozzi nel 1755 e successivamente da Wolfgang Amadeus Mozart in una lettera del 1772 spedita da Milano alla famiglia. Solo nella seconda metà dell'Ottocento iniziano a diffondersi i mazzi di carte speciali in voga ancora oggi.
Il gioco è stato rilanciato in tempi recenti da due trasmissioni televisive con questo nome: una Il grande gioco del mercante in fiera di Jocelyn Hattab del 1996 su Telemontecarlo (che però riprendeva molto elementi del gioco dell'oca) e un'altra Il mercante in fiera del 2006 su Italia 1, riproposto poi dal 25 settembre 2023 su Rai 2.

## Come si gioca
Nel gioco del mercante in fiera può partecipare un numero qualsiasi di giocatori: anzi, esso riesce tanto più divertente ed animato quanto il numero è maggiore.
Si gioca con due mazzi identici da 40. Il dorso dei due mazzi è di colore differente per distinguerli, per esempio blu e rosso. Su ogni carta è rappresentata una figura diversa. I giocatori scoprono le carte e le dispongono in linea davanti a loro. Le carte rimaste nel mazzo blu sono messe all'asta, una o più carte alla volta, a piacimento del banditore, il quale deve porre in opera tutto il suo spirito e la sua eloquenza per rendere più divertente l'asta. La regola vuole che, prima di cedere la carta al miglior offerente, il banditore debba ripetere il bando per tre volte. Il banditore potrà offrire le carte sia dichiarando la quantità, che al buio, cioè nascondendo le carte all'asta in modo che non si sappia la quantità.
Appena conclusa l'asta, la somma raccolta (con la posta e con le aste), viene suddivisa per i premi (di solito c'è un primo premio più importante e gli altri via via inferiori).
Vengono scelte e posizionate sul tavolo, coperte, da 3 a 6 carte del mazzo rosso (o comunque di quello non utilizzato in precedenza) in base al numero di partecipanti, che saranno le carte vincenti su cui verranno posizionati i premi.

Per mantenere un po' di suspense nel gioco, il banditore scoprirà per ultime le carte coperte del mazzo rosso (quelle con i premi), e per prime scoprirà le carte perdenti in modo tale da far crescere l'attesa dei giocatori. Durante il gioco il banditore può interrompere per permettere ai giocatori di effettuare eventuali baratti (scambio di carte) o compravendita delle carte rimaste tra i giocatori, il cui prezzo aumenterà sempre di più con il proseguimento del gioco. I giocatori al momento dell'asta possono chiedere al banditore la visione delle carte messe all'asta.

## Variante
Una delle carte coperte, detto anche "Premio Esposito", viene lasciata senza il premio, e viene rivelata per ultima dopo aver scoperto quelle con i premi, creando quindi un’elevata suspense fino alla fine del gioco dove, quelli che rimangono in gara, sono tutti vincenti meno che uno.

## Le figure
Sebbene sia nato per essere giocato con due comunissimi mazzi di carte, per il mercante in fiera sono oggi usati i mazzi e le figure più varie, bizzarre e divertenti. Alcune di esse, come il lattante o la gondola, sono ricorrenti nei mazzi di più editori, mentre altre sono specifiche di singoli mazzi. Non mancano mazzi tematici dedicati ai soggetti più diversi: dai giocattoli di latta alle locandine cinematografiche. 
Nei mazzi in cui era richiesto il sigillo che comprovava il pagamento della tassa erariale questo veniva solitamente apposto in una delle ruote della carrozzina del lattante e questa carta era posta all'inizio del mazzo sigillato; a questo richiamo alla tassa è probabilmente legata l'idea tradizionale che il lattante sia una carta sfortunata.